# متتالية هندسية

مخطط يبين ثلاث متتاليات هندسية بسيطة على شكل 1(r^{n-1}) إلى مستوى ستة حدود. العمود الأفقي الأول يمثل الواحد، بينما يمثل الخط المتقطع المجموع غير المنتهي للمتتالية. هو عدد يقترب منه مجموع حدود المتتالية الهندسية بدون أن يلمسه. يساوي هذا العدد الاثنين وثلاثة أنصاف وأربعة أثلاث على التوالي.

في الرياضيات، المتتالية الهندسية هي متتالية عددية كل حد (جملة) من حدودها بعد الأول يُحصل عليه بضرب الحد الذي قبله في عدد ثابت غير منعدم يدعى قدر النسبة (ويعرف كذلك بالأساس والنسبة المشتركة).
هكذا، يكون شكل متتالية هندسية ما على الشكل التالي:
{\displaystyle a,\ ar,\ ar^{2},\ ar^{3},\ ar^{4},\ \ldots }
بينما يكون شكل المتسلسلة الهندسية كما يلي:
{\displaystyle a+ar+ar^{2}+ar^{3}+ar^{4}+\cdots }
تكون المتتالية الهندسية التي يخالف قدر نسبتها صفرا وواحدا وناقص واحد في نمو أسي (أو تحلل أسي)، بخلاف المتتالية الحسابية فنموها يكون خطيا.

## الخصائص الأساسية
لايجاد الحد النوني لمتتالية هندسية، تستعمل المعادلة التالية:
{\displaystyle a_{n}=a\,r^{n-1}.}
حيث a هي الحد الأول و r هي الفرق العام (يُغير الرمز هنا لتمييز المتتالية الهندسية عن الحسابية), و n هي عدد الحدود (أو الحد المطلوب). فيما يلي مثال :
المتتالية 3، 6، 12 ،24... هي متتالية هندسية حدها الأول هو a = 3, وأساسها هو r = 2 لأن قسمة حد ما على الحد الذي سبقه تعطي دائما اثنين (6 مقسومة على 3 تعطي 2، و 12 مقسومة على 6 تعطي 2 و 24 مقسومة على 12 تعطي 2، وهكذا). لايجاد الحد الخامس، على سبيل المثال (n = 5), تطبق المعادلة المعرفة أعلاه كما يلي:
{\displaystyle a_{5}=3*\,2^{5-1}=3*16=48}
إذن الحد الخامس يساوي 48.

## مجموع حدود متتالية هندسية
{\displaystyle \sum _{k=0}^{n}u_{k}=u_{0}+\cdots +u_{n}=u_{0}(1+q+\cdots +q^{n})=u_{0}{\frac {1-q^{n+1}}{1-q}}\ \ (q\neq 1)}

## المتسلسلة الهندسية
المتسلسلة الهندسية هي مجموع حدود المتتالية الهندسية
{\displaystyle \sum _{k=0}^{n}ar^{k}=ar^{0}+ar^{1}+ar^{2}+ar^{3}+\cdots +ar^{n}.\,}

### المتسلسلات الهندسية غير المنتهية

مخطط يبين المتسلسلة الهندسية 1 + 1/2 + 1/4 + 1/8 + ... التي تؤول إلى 2.

{\displaystyle \sum _{k=0}^{\infty }ar^{k}=\lim _{n\to \infty }{\sum _{k=0}^{n}ar^{k}}=\lim _{n\to \infty }{\frac {a(1-r^{n+1})}{1-r}}=\lim _{n\to \infty }{\frac {a}{1-r}}-\lim _{n\to \infty }{\frac {ar^{n+1}}{1-r}}}

### الأعداد العقدية
انظر إلى صيغة أويلر.

### وجه التسمية
نعتت المتتالية بالهندسية لأن كل حد من حدودها متوسط هندسي بين ما قبله وما بعده.

## العلاقة مع الهندسة ومع عمل اقليدس
عالج أقليدس في كتابي الأصول الثامن والتاسع المتتاليات الهندسية وعرف عددا من خواصها.